# Лумис (Јужна Дакота)
Лумис (енгл. Loomis) насељено је место без административног статуса у америчкој савезној држави Јужна Дакота.

## Демографија
По попису из 2010. године број становника је 34, што је 13 (-27,7%) становника мање него 2000. године.
| Група             | 2000.      | 2010.      |
| Белци             | 46 (97,9%) | 32 (94,1%) |
| Афроамериканци    | 0 (0,0%)   | 0 (0,0%)   |
| Азијати           | 0 (0,0%)   | 0 (0,0%)   |
| Хиспаноамериканци | 0 (0,0%)   | 1 (2,9%)   |
| Укупно            | 47         | 34         |